# 延熙 (後趙)
延熙（えんき）は、五胡十六国時代、後趙の君主石弘の治世に使用された元号。334年。

## 西暦・干支との対照表
| 延熙 | 元年  |
| 西暦 | 334年 |
| 干支 | 甲午  |